# Puhl Antal
Puhl Antal (Dunabogdány, 1950. október 30. – Budapest, 2023. június 8.) Ybl Miklós-díjas magyar építészmérnök, professor emeritus, egyetemi tanár, filozófia/esztétika szakos bölcsész.

## Élete
A szentendrei Móricz Zsigmond Gimnáziumban érettségizett 1969-ben. 1975-ben diplomázott a Budapesti Műszaki Egyetemen a Középülettervezési Tanszéken. Építészmérnöki pályafutását a KÖZTI-nél és az IPARTERV-nél kezdte, majd a BME Középülettervezési Tanszékének adjunktusa volt 1977 és 1987 között. 1981-ben végzett a Mesteriskola V. ciklusában. 
1987-től 1991-ig a Lakótervnél, Finta József műtermében, 1991-1992-ben önálló műtermében dolgozott. 1992-ben Szentendrén önálló tervezőirodát hozott létre, amelyet 2010-től Dajka Péterrel közösen jegyzett. 1993-ban címzetes egyetemi docensi, 2009-ben egyetemi tanári kinevezést kapott. DLA-fokozatot 1999-ben szerzett. 
A Debreceni Egyetem (DE) Műszaki Kar Építészmérnöki Tanszékét vezette 2010 és 2016 között. 2015-ben esztétikából szerzett MA diplomát a DE Filozófia Intézetében, majd ott doktorandusz is volt.
Tagja volt a Magyar Építőművészek Szövetségének, a Magyar Építész Kamarának és a Magyar Filozófiai Társaságnak. A Széchenyi Irodalmi és Művészeti Akadémia rendes tagja, valamint a Cseh Építőművész Szövetség tiszteletbeli tagja volt.
2020 novemberében professor emeritus címet kapott. 

## Jelentősebb megvalósult munkái
- 1981 – Kőfaragó Vállalat szociális épülete, Süttő
- 1987 – Elvarázsolt Kastély, Budapest, Budapesti Vidám Park, Török Ferenccel
- 1989 – Kempinski Hotel Corvinus, Budapest, Erzsébet tér, Finta Józseffel
- 1992 – Kereskedelmi és Hitel Bank, Budapest, Oktogon, 1992, Havas Anikóval
- 1993 – Kereskedelmi és Hitel Bank, Budapest, Váci u., Havas Anikóval, Varga Mártával
- 1993 – Zwack Unicum Rt. irodái, Budapest, Szekér Ferenccel, Torday Krisztinával
- 1993 – Terra Üzletház, Budapest, Párisi u., Szekér Ferenccel
- 1994 – Bernard Florentin óraszalon, Budapest, Rákóczi út
- 1995 – Korona Szálló, Nyíregyháza
- 1995 – Anno étterem és kávéház, Budapest
- 1995 – Postabank brókeriroda, Budapest, V. ker., Bécsi u., Dömötör Álmossal
- 1997 – A CIB Bank Andrássy úti épülete, Budapest
- 2001 – MOM Park irodaházak, Budapest, Marián Balázzsal
- 2001 – MOM Park Multifunkcionális Központ, Budapest, Dajka Péterrel, Dobrányi Ákossal
- 2003 – Anjou residence, Budapest, I. kerület, Dobrányi Ákossal, Marián Balázzsal
- 2005 – 40 lakásos lakóépület, Budapest, Kazinczy utca 13., Dajka Péterrel
- 2005 – Diákhotel, Sopron, Dajka Péterrel
- 2006 – 90 lakásos lakóépület, Budapest, Kazinczy utca 9., Dobrányi Ákossal
- 2006 – BDF Regionális Tudásközpont, Szombathely, Dajka Péterrel
- 2007 – ÉMI Ipari Park, Irodaépület, Szentendre, Dajka Péterrel
- 2008 – Eötvös József Főiskola Kollégium, Baja, Dajka Péterrel
- 2008 – Eötvös József Főiskola Nagyelőadó és könyvtár, Baja, Dajka Péterrel
- 2008 – Szentendrei Régi Művésztelep felújítása és bővítése, Szentendre, Dajka Péterrel
- 2011 – TEVA Gyártóüzem, Gödöllő, Dajka Péterrel
- 2015 – A Klotild paloták déli épületének átalakítása luxusszállodává, Budapest, Ferenciek tere, Dajka Péterrel
- 2016 – Vízilabda és Úszóközpont, Eger, Dajka Péterrel, Rátkai Annával
- 2017 – Marina Life, 412 lakásos társasház, Budapest, Dajka Péterrel, Füzesi Katalinnal

## Kitüntetései és díjai
- 1975 – Diplomadíj
- 1993 – Ybl Miklós-díj
- 1998 – Az Év lakóháza, fődíj
- 1998 – Az Év lakóháza, Sofa Rt. díja
- 2000 – Az Év háza, a Fővárosi Önkormányzat különdíja
- 2002 – Pro Architectura díj
- 2005 – Pest Megyei Nívódíj
- 2008 – Pest Megyei Nívódíj I.
- 2013 – Média Építészeti Díja Fenntartható Építészetért Különdíj
- 2013 – PREFA Fémlemezfedések az építészetben különdíj
- 2014 – A Debreceni Egyetem Műszaki Karának publikációs díja
- 2015 – Wéber Antal díj
- 2016 – A Debreceni Egyetem Műszaki Kar Dékánjának elismerése oktatásáért
- 2016 – A Debreceni Egyetem Rektorának elismerő oklevele oktatásért

## Jelentősebb publikációi
- szerkesztett könyv: Magyarország híres villái, Ab Ovo, 2013

Hazai könyvekben, szaklapokban
- „Terek” az építészetben, A térelmélet, mint „a vágy titokzatos tárgya”. In: 15h „Building Services, Mechanical and Building Industry Days”Debrecen, Debreceni Egyetemi Kiadó, 2009. pp. 414-424.
- Az építészeti poézis mint mimézis In: Árkádia, Debreceni Egyetemi Kiadó, 2013, pp. 258-270
- Csoportkép barokk térben- Hommage à Zaha Hadid In: Árkádia, Debreceni Egyetemi Kiadó, 2017, pp. 176-192
- Két kísérlet a gótikus tér értelmezésére, In: Árkádia, Debreceni Egyetemi Kiadó, 2020
- Könnyű őszi beszéd az építészetről és a boldogságról, Octogon 6, 2000, pp.41.
- A hely szellemében  Lakáskultúra 1 (Házak & Kertek különszám), 2002, pp. 14-21.
- „Terek és idők” a színházban, Az „időtlen” és a „pillanat” művészetének találkozása, SZÍNPAD, Előadóművészetek technikája, 2008, IV.évf.3.szám pp.9-12

Külföldi könyvekben, szaklapokban
- So Far Away, and Yet So close  In: Jan Stempel, (szerk.) Czech Architecture-Yearbook 2004-2005, Prag, 2006, Prostor o.p.s., pp. 16-19
- Creators’ Attitudes in Contemporary Hungarian Architecture , In: Architecture V4 1990-2008 (főszerk. Jan Stempel) Prága, Kant Kiadó, 2009. pp. 105-149
- Great Villas of Hungary (1900-2010) Prága, FOIBOS Kiadó, 2002
- Babel und/oder Arkadier – Tradition und/oder Moderne – „Narrare necesse est”. In: Dialog Baukultur, DAAD 2013. Weimar pp-116-169 (magyar, angol, német)
- Architektura Jana Stempela Videna z pohledu Gadamera  In: Jan Stempel – Projekty a realizace Prága, KANT Kiadó, 2014, pp. 164-165
- Skica – The Sketch In: Skici-Sketches (szerk. Jan Stempel)  Prága, KANT, 2016, pp. 10-13
- K soutěži novŷ domov. Očima porotce: Pred a za „normalni” Architekt 12, 2004, pp. 68-69.

## Kiállításai
- 1981 – Budapest Fiatal építészek kiállítása, Magyar Nemzeti Galéria, csoportos
- 1987 – Budapest Fiatal építészek kiállítása, Vigadó Galéria, csoportos
- 1993 – Prága, Magyar Kultúra Háza, önálló
- 1994 – Budapest, Tölgyfa Galéria, önálló
- 1996 – Debrecen, Kossuth Lajos Tudományegyetem, önálló
- 1997 – Pest Megyei Művelődési Központ, Szentendrei építészek, csoportos
- 2004 – Pozsony, KFA Galéria, önálló
- 2004 – Prága, Magyar Kultúra Háza, önálló
- 2005 – Brno, Galerie Archtecktury, önálló
- 2006 – Pest megyei építészek kiállítása, Budapest, Gödör, csoportos
- 2010 – Miskolc, Kós Károly ház, életmű kiállítás Dajka Péterrel
- 2011 – Szegedi Tudományegyetem, életmű-kiállítás
- 2013 – Szentendrei építészek kiállítása, Ferenczy Múzeum Képtára
- 2014 – Prága, Hradzsin, V4 Híres villái kiállítás

## Külső hivatkozások
- Cikkek Puhl Antalról az Építészfórumon
- Publikációk listája a Tudóstéren